# Kazimierz Łubieński
Kazimierz Łubieński (1652 - Kielce, 11 mei 1719) was de 61e bisschop van Krakau, bisschop van Chełm en senator.

## Biografie
Kazimierz Łubieński was een telg van het Poolse heraldische clan Pomian. Hij werd in 1705 benoemd tot bisschop van Chełm en abt van Czerwińsk nad Wisłą. Łubieński werd in 1717 senator aan het hof van August II van Polen.
Als bisschop van Krakau heeft Łubieński de interieurs van het klooster van Imbramowice, de kathedraal van Kielce en de Wawelkathedraal in de barokstijl gerenoveerd.
Kazimierz Łubieński is in Wawelkathedraal begraven.

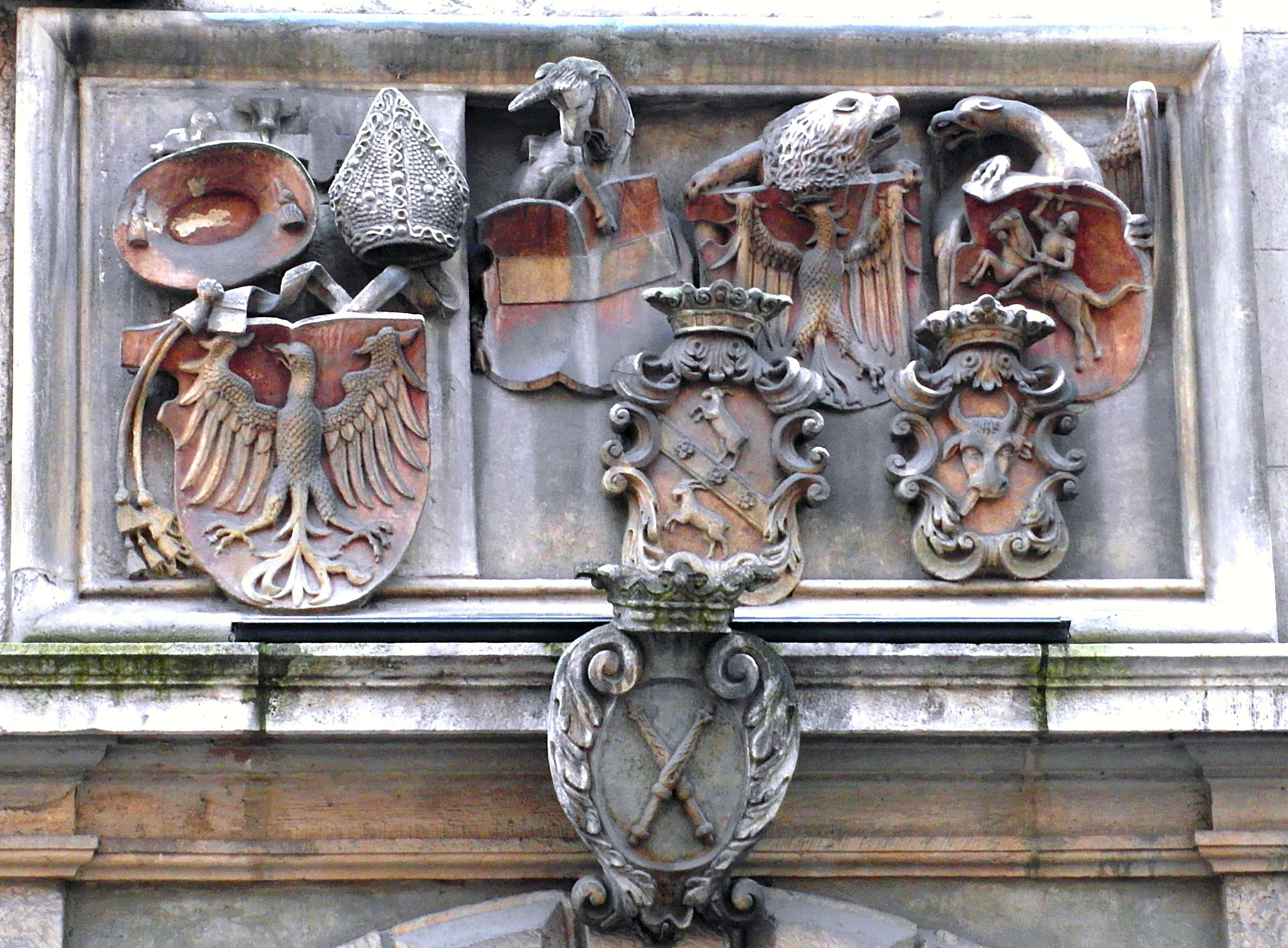
Het wapen van Łubieński op de Jagiellonische Universiteit

- International Standard Name Identifier: 0000 0001 1398 3710
- Nationale Bibliotheek van Polen: a0000002630517
- Virtual International Authority File: 166699786